# مگ جانسون (شاعر)
مگ جانسون (به انگلیسی: Meg Johnson) شاعر و مدرس آمریکایی است. اشعار او در مجلات ادبیات متعددی، از جمله(گوتیک Midw Western)، مجله Slipstream، Word Riot، Hobart و بسیاری دیگر ظاهر شده‌است. اولین مجموعه اشعار او، خواب نامناسب، در سال ۲۰۱۴ منتشر شد، و مجموعه دوم او، "جنایات کلارا تورلینگتون"، در دسامبر ۲۰۱۵ منتشر شد. او همچنین سردبیر فعلی مجله شعر اتاق رختکن است.